# Ai Xiaoming
Pour les articles homonymes, voir AI.
Dans ce nom, le nom de famille, Ai, précède le nom personnel.
Ai Xiaoming (chinois 艾晓明 , pinyin Ài Xiǎomíng), née en 1953 à Wuhan, est une universitaire, réalisatrice de films documentaires et féministe chinoise.

## Biographie
Son grand-père était général du Guomindang. Âgée de 13 ans, pendant la Révolution culturelle, elle est forcée de dénoncer son père comme étant un « contre-révolutionnaire ».
Ai Xioaming a enseigné à l'université Sun-Yat-sen de Canton (département de littérature chinoise). Ses domaines de recherche sont les études féminines, études de genre et études culturelles.
Ai Xiaoming a écrit ses mémoires, sous forme romanesque, La Consanguinité (Xuetong), parus en 1990.
Ai Xiaoming s'est d'abord engagée pour éviter l'étouffement du cas de Sun Zhigang, révélateur du sort fait aux migrants venus depuis les campagnes dans les villes. Active dans la défense des droits des femmes et des homosexuels, elle traduit et met en scène avec ses étudiants les Monologues du vagin de Eve Ensler, puis commence à réaliser des films, qui aborde par la suite d'autres sujets sensibles : démocratie locale, contamination par le VIH de donneurs ou de receveurs de sang, impunité des cadres du Parti communiste chinois… Elle collabore avec le cinéaste Hu Jie. Ai Xiaoming fait partie de ce qui est appelé en Chine les « intellectuels publics (zh) » (Gōnggòng zhīshì fēnzǐ), équivalent des « intellectuels engagés » en français,.

## Œuvres
Tiantang Huayuan (Le Jardin du paradis), en 2005, est un documentaire sur les changements à l'œuvre en Chine entre 2003 et 2005 en matière de respect et de protection des droits humains (deux aspects inscrits dans la Constitution en 2004). Il est centré sur le cas de Huang Jing, enseignante victime d'un viol et d'un meurtre.
Taishi cun (Le Village de Taishi) relate la lutte des villageois de Taishi contre les autorités locales en 2005,.
Zhongyuan Jishi (L’Épopée des grandes plaines), en 2006, est un film documentaire sur le sort de villageois infectés par le VIH après avoir, en raison de leur pauvreté, vendu leur sang. Le courage dont ils font preuve dans cette situation est mis en contraste avec la corruption des officiels.
Guan'ai zhi Jia (La Maison des soins et de l'amour) est un film documentaire, sorti en 2007, sur les personnes contaminées par le VIH après avoir reçu une transfusion de sang. Il est centré sur le cas de Liu Xiaohong, une villageoise de Xingtai dans le Hebei, contaminée durant son enfance.
Kaiwang Jiaxiang de Lieche (Le Train qui mène chez moi), de 2008, s'intéresse au sort des migrants, à la suite de l'interruption du trafic ferroviaire sur la ligne Pékin-Guangzhou (en), après des intempéries hivernales.
Le séisme de 2008 au Sichuan et ses conséquences sur la population, notamment dans le cadre du scandale de la corruption dans la construction des écoles (en), ont fait l'objet de trois documentaires de la part de Ai Xiaoming : Women de Wawa (Nos enfants) et Gongmin Diaocha (Une enquête citoyenne) en 2009, et Hua weishenme zheme hong (Pourquoi les fleurs sont si rouges) en 2010. Ce dernier s'intéresse plus particulièrement au voyage d'Ai Weiwei au Sichuan et aux conséquences de son tabassage par la police.

## Filmographie
- 2004 : Bai Sidai (Le Ruban blanc), 57 minutes
- 2005 : Tiantang Huayuan (Le Jardin du paradis), 140 minutes, coréalisé avec Hu Jie.
- 2005 : Taishi cun (Le Village de Taishi), 100 minutes, coréalisé avec Hu Jie.
- 2006 : Zhongyuan Jishi (L’Épopée des grandes plaines), 140 minutes
- 2006 : Xing, Xing bie yu quan li (Sexualités, genres et droits en Asie), 46 min[14]
- 2007 : Guan’ai zhi Jia (La Maison des soins et de l’amour), 108 minutes, coréalisé avec Hu Jie.
- 2008 : Kaiwang Jiaxiang de Lieche (Le Train qui mène chez moi), 59 minutes
- 2009 : Women de Wawa (Nos enfants), 73 minutes
- 2009 : Gongmin Diaocha (Une enquête citoyenne), 64 minutes
- 2010 : Hua weishenme zheme hong (Pourquoi les fleurs sont si rouges).

## Récompenses et distinctions
- 2010 : Prix Simone de Beauvoir pour la liberté des femmes, avec Guo Jianmei.